# 20 000 mártires de Nicomédia
Os 20 000 mártires de Nicomédia são cristãos que foram martirizados em Nicomédia, na Bitínia, durante o reinado dos imperadores Diocleciano e Maximiano, no início do século IV.
Muitos dos que foram executados - homens, mulheres e crianças - foram condenados à pena de morte, enquanto outros foram queimados vivos numa igreja cristão, de acordo com os relatos.